# محمد تیوالی
محمد تیوالی (انگلیسی: Mohammed Tiouali; ۲۶ مهٔ ۱۹۹۱) دونده دو نیمه‌استقامت اهل بحرین است.